# Ion Iancu Petrescu
Ion Iancu Petrescu (1851 – 1932) a fost un actor român de teatru, autodidact.
A studiat la Conservatorul de Artă Dramatică București (1867).
În 1888 a făcut parte din Asociația Artistică Grigore Manolescu – Aristizza Romanescu.
La 25 octombrie 1922 Teatrul Național București a programat piesele „Înșir-te mărgărite” și „Comoara” în onoarea aniversării a 50 de ani de carieră a actorului.
La 21 noiembrie 1923 Ion Petrescu a plecat cu trupa Teatrului Național în turneul istoric ținut în ținuturile eliberate.
Ion Iancu Petrescu a fost coleg de Conservator cu actorul C.I. Nottara și prieten apropiat al doctorului N.M. Sadoveanu, tatăl scriitorului Ion Marin Sadoveanu.
Despre el Victor Eftimiu scria: „Dacă Nottara este cel mai de seamă actor român, Ion Petrescu este cel mai român dintre marii noștri actori.“

## Roluri în teatru
- „La ofițerul stării civile“ (1885)
- „Intrigă și iubire“ (1888)
- „Chemarea codrului“ (1913)
- „Năpasta“ (1913 și 1923)
- „Vlaicu Vodă“ (1913 și 1923)
- „Densia“ (1914)
- „Domnul notar“ (1914) – unde este memorabil în rolul lui Nicolae Borza
- „Regele Lear“ (1914)
- „Bimbașa-Sava“ (15 ianuarie 1914)
- „Ringala“ (11 martie 1915)
- „Ovidiu“ (29 august 1915)
- „O noapte furtunoasă“ (27 martie 1917 și reluată în 1927)
- „Manasse“ (1917)
- „Viforul“ (4 septembrie 1920 și reluată la 20 octombrie 1928)
- „Odinioară“ (1921)
- „Oedip Rege“ (1922)
- „Brândușa“ (1922)
- „Macbeth“ (1922)
- „Înșir-te mărgărite“ (25 octombrie 1922)
- „Comoara“ (25 octombrie 1922)
- „Bujoreștii“ (1923)
- „Fântâna Blanduziei“ (1926)
- „Meșterul Manole“ (1927)
- „Goana după dragoste“ (ianuarie 1929)
- „Înșir-te mărgărite“ (1929)